# Panoramio
Panoramio（パノラミオ）は、かつてGoogle社が運営していた、地域情報が付加された無料写真共有サイトである。Panoramioにアップロードされた写真はGoogle EarthやGoogle マップ上に表示された。ただし、Google EarthやGoogle マップ上に表示される画像は、位置情報を付けることや風景写真であることなど後述のいくつかの条件を満たすことが求められ、審査後数日で随時追加されていた。このサイトの目的は、地域を訪れたユーザーが写真を掲載することにより、Google Earthのユーザーがより豊富な情報を得られるようにすることであった。多くの言語に対応しており、日本語でも利用可能であった。

## 歴史
Panoramioは2005年夏、スペイン人であるJoaquín Cuenca AbelaとEduardo Manchón Aguilarにより開設された。公式には同年10月3日に一般公開され、2007年3月19日に写真を掲載したユーザーが100万人を突破した3ヶ月後の6月27日には掲載写真が200万枚を突破した。更に4ヶ月後の10月25日には写真掲載数が500万枚に到達した。
2007年3月30日には大手検索サイト運営のGoogle社が買収計画を発表し、7月に買収された。
2013年にはGoogleアカウントの取得が必要となり、10月にはデザイン等がほぼGoogle+ photoとほぼ統一した仕様に一新され、さらに長年行っていた写真コンテストを終了した。さらに同11月にはグーグルマップ上での写真アイコン表示が行われなくなり、縮小・統合へ向かった。2014年2月27日グーグルマップのバージョンアップに伴って同マップが新しい写真掲載系を採用したため、同日以降撮影された写真のグーグルマップへの連携掲載がなくなり、同マップにおける歴史的な役割を終了した。2014年9月16日、Googleは正式にパノラミオのサービスの終了を発表した。

## 機能
ユーザー登録することで写真をアップロードして「アルバム」を作ることができた。写真に位置情報を付加することで地図上に表示できたほか、自分や他人の写真にコメントすることもできた。位置情報が付加された写真は、Panoramioの管理者が適切と判断すれば、Google EarthやGoogleマップに掲載された。なお、Google EarthやGoogleマップに掲載されなかった写真でも公序良俗に反する等のない限りPanoramioから削除されなかった。掲載する写真にタグを付けることで、他のユーザーが場所名や主題など特定のトピックについて検索できるようになっていた。また、Panoramioはタグクラウドを早くから取り入れたサイトであり、世界中の有名な場所のリストもあった。
人物、動物、機械、乗り物、建物の内部、航空写真、展示会やコンサートといった行事など、風景と判断されない写真はGoogle マップやGoogle Earthに掲載されなかった。また、枠付けや極端に加工された写真もこれらに掲載されることはなかった。写真が歴史的で、古くて価値のあるものであっても、権利を放棄して掲載することは承諾されてなかった。また、肖像権等の侵害を受けた場合などは不適切画像として報告することにより、掲載を中止できた。撮影場所の誤りについてはユーザーに直接場所を教え、修正を求めることができた。
「夜景」「日本」「動物」等、特定のテーマを持つ写真に関心を持つユーザーが集まる「グループ」を全てのユーザーが作成、参加できた。グループは管理者(オーナー)と補助的な副管理者によって維持されており、グループへの参加にはこれら管理者の承認が必要であった。管理者は副管理者を決定できるほか、ユーザーのグループからの追放等の権限を持っていた。
各グループは「Discussion」と呼ばれる意見交換の場を持っていた。このほか、フォーラムと呼ばれる意見交換の場が存在し、ユーザー間の情報のやり取りのほか、Panoramio管理者との意思疎通にも使われていた。Panoramio管理者はさらにBlogを有し、掲示的役割を果たしていた。
毎月、特定のテーマの画像を対象としたコンテストが行われていた(2013年終了)。優勝者への賞品はデジタルカメラであった。写真掲載者に対し、ライセンスを選択する機能を持たせていた。掲載者は写真に関する著作権を完全に保持したり、転載や改変といった他のユーザーの権利を明確化できた。

## 特徴
パノラミオへの参加、維持、アップロード等はすべて無料のサービスであった。ただし、グーグルへの有料サービスなどへの誘導もリンク等により存在した。
画像
画像は位置情報や撮影コメントともに管理できた。画像は全て公開であり、非公開画像は存在しない。画像のアップロード数の制限はない。画像のサイズは最大25Mバイトであるため、事実上サイズ制限はない。撮影情報の付いた画像では、カメラの種類、撮影条件等が自動にアップロードされ、そのまま公開された。
アルバム
フォルダーはないが、タグ(後述)は存在するため、タグがフォルダーの役割を果たした。表示には全て表示、ユーザーのベストを表示の2モードが存在した。画像をクリックすることにより、スライドショーモードへと移行した。スライドショーモードではアップロードの年代順に表示され順序を変えることができない。スライドショーの表示には一画像のみ表示できるモードとブラウザ画像サイズに合わせて複数表示されるモードがあり、スイッチにより切り替えられた。また、オートスライドショーも可能であった。また、タグごとのスライドショーも可能であり、従って特定の写真の取り合わせのみを表示できた。
グループ
管理者(オーナー)は、ユーザーの参加、追放の可否判定、副管理者の選定など強力な権限を有した。アルバム同様にスライドショーモードが存在し、ユーザー個人のスライドショー同様のインターフェイスであった。
ユーザーへのコメント等
コメントは書き込むユーザーの原語で表示された(例えば、ロシア人ならロシア語)。しかし、コメントを受けた側は「翻訳する」をクリックすることにより、各ユーザーの使用言語に自動翻訳を受けた。また、記述によるコメントのほか、「I like it!」(英語版。各国で言語が異なる)、「お気に入り」(favorite)で意思表示できる。さらに、ユーザーに対してはお気に入りのユーザーを登録することができた。